# 발라클라바 전투
발라클라바 전투는 크림 전쟁 당시 1854년 10월 25일 영국과 러시아가 전투를 벌여 승리한 전투이다. 그러나 전투 과정에서 경기병 여단 돌격 사건이 일어나 훗날 '영국군 역사상 가장 졸렬한 전투'로 기록되었다.